# Saint-Denis-sur-Coise
Saint-Denis-sur-Coise – miejscowość i gmina we Francji, w regionie Owernia-Rodan-Alpy, w departamencie Loara.
Według danych na rok 1990 gminę zamieszkiwało 512 osób, a gęstość zaludnienia wynosiła 47 osób/km² (wśród 2880 gmin regionu Rodan-Alpy Saint-Denis-sur-Coise plasuje się na 1135. miejscu pod względem liczby ludności, natomiast pod względem powierzchni na miejscu 1054.).